# بولين دي ويت
بولين دي ويت (بالفرنسية: Pauline de Witt)‏ هي مؤرخة ومترجمة فرنسية، ولدت في 22 يونيو 1831 في باريس في فرنسا، وتوفيت في 28 فبراير 1874 في كان في فرنسا بسبب سل.